# Hesperia Planum
Hesperia Planum es una amplia llanura de lava en las tierras altas del sur del planeta Marte. La llanura se destaca por su número moderado de cráteres de impacto y abundantes crestas onduladas. También es la ubicación del antiguo volcán Tyrrhenus Mons (también conocido como Tyrrhena Patera). El período de tiempo Hespérico en Marte fue llamado así posteriormente a darle nombre a Hesperia Planum.

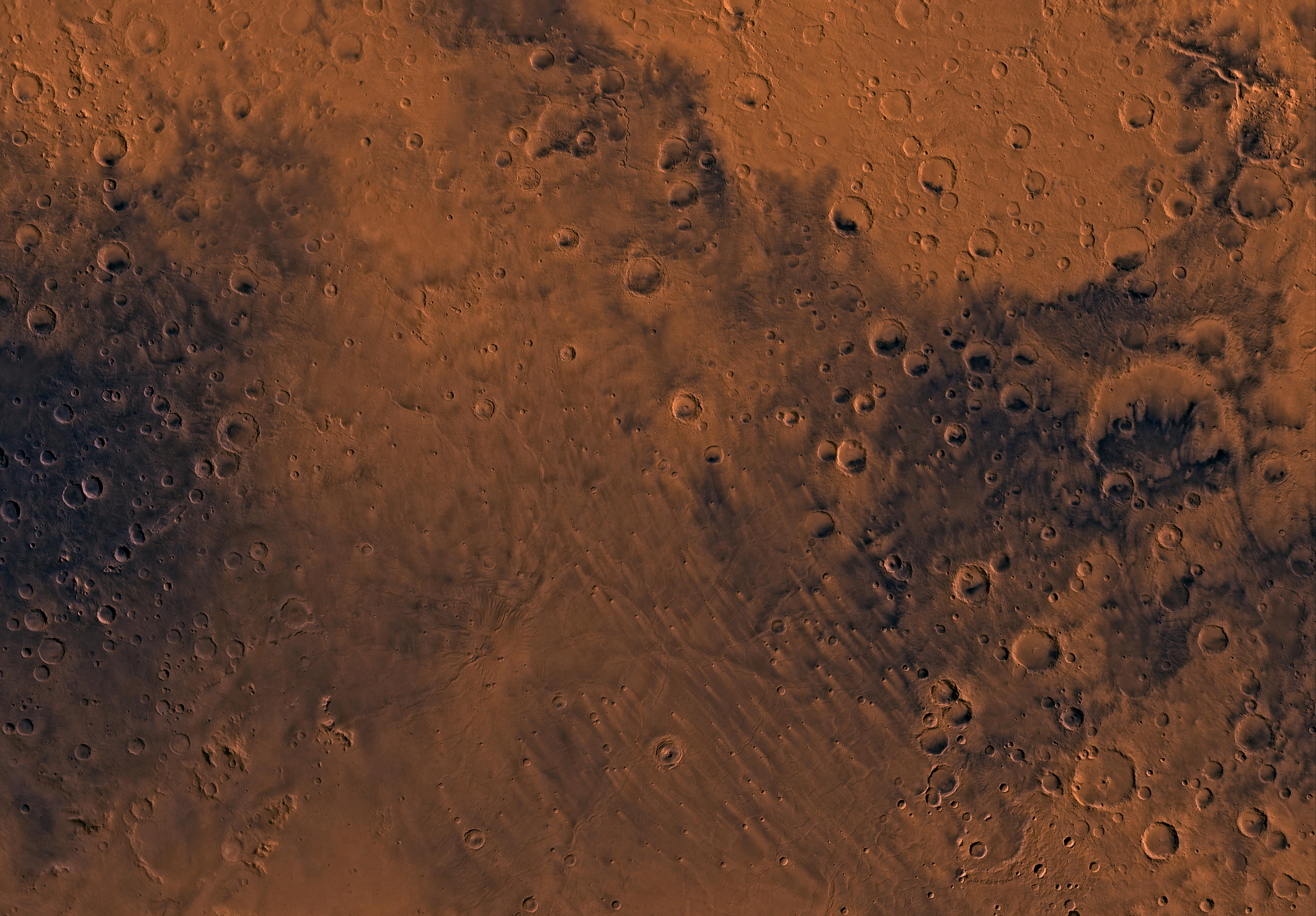
Cuadrángulo de Mare Tyrrhenum fotografiado por el Programa Viking. Hesperia es la región de tonos intermedios (oscura) (a la izquierda del centro) que se encuentra entre las regiones más oscuras Mare Tyrrhenum (izquierda) y Mare Cimmerium (derecha).